# ژائو ماریو گریلو
ژائو ماریو گریلو (انگلیسی: João Mário Grilo؛ زادهٔ ۸ نوامبر ۱۹۵۸) کارگردان فیلم، فیلم‌نامه‌نویس، و کارگردان اهل پرتغال است.
یک کارگردان فیلم پرتغالی، نویسنده و استاد، متولد فیگوئرا دافوش است. او در رشته اقتصاد در دانشگاه کویمبرا تحصیل کرد اما آن را رها کرد. جامعه‌شناسی در موسسه دانشگاه لیسبون و در سال ۱۹۹۴ مدرک پی‌اچ‌دی در مطالعات ارتباطی از دانشگاه جدید لیسبون دریافت کرده‌است. او استاد تمام بخش مطالعات ارتباطات در دانشگاه نوا لیسبون، جایی که در میان دوره‌های دیگر، او فیلم‌شناسی و کارگردانی فیلم را تدریس می‌کند.
اولین فیلم بلند او برنده جایزه ژرژ سادول در جشنواره فیلم ونیز شد.